# Fröschis
Fröschis ist ein Kinderspiel und Kartenspiel des israelischen Spieleautors Haim Shafir. Das Spiel, bei dem die Mitspieler versuchen, vollständige Zahlenreihen in ihrer Auslage zu bilden, ist für zwei bis vier Spieler ab fünf Jahren konzipiert und dauert etwa 20 Minuten.
Es ist im Jahr 2021 bei dem deutschen Verlag Amigo erschienen, 2022 wurde es auf die Empfehlungsliste zum Kinderspiel des Jahres aufgenommen.

## Thema und Ausstattung
Bei dem Spiel versuchen die Spieler jeweils, eine vor ihnen ausliegende Kartenreihe mit aufsteigen Werten entsprechend der Kartenpositionen zu komplettieren. Das Spielmaterial besteht neben einer Spieleanleitung aus 48 Zahlenkarten mit je sechs Karten mit den Werten von 1 bis 8, vier Frösche-Karten und acht Abfallkarten.

## Spielweise
Zur Spielvorbereitung werden alle Karten gemischt und die Spieler bekommen jeweils acht Karten, die sie ungesehen als verdeckte Kartenreihe vor sich auslegen. Die restlichen Karten bilden einen Nachziehstapel.
Es wird reihum im Uhrzeigersinn beginnend mit einem Startspieler gespielt. Der jeweils aktive Spieler zieht entweder eine verdeckte Karte vom Nachziehstapel oder eine offene Karte von der offenen Ablage. Handelt es sich dabei um eine Zahlenkarte, die er in seiner Kartenreihe gegen eine noch verdeckt liegende Karte austauschen kann, tut er dies und deckt die dortige verdeckt liegende Karte auf. Die nun aufgedeckte Karte wird ebenfalls – falls möglich – platziert und dies führt der Spieler so lang durch, bis er entweder eine Karte auf der Hand hat, die er nicht mehr platzieren kann, oder eine Abfall-Karte. Eine Fröschi-Karte gilt dabei als Joker und kann beliebig platziert und auch später wieder ersetzt werden. Kann der Spieler die Karte in seiner Hand nicht in seine Auslage legen, wirft er sie offen ab.
Gelingt es einem Spieler, die letzte Karte seiner Kartenreihe durch eine passende Zahl (oder einen Frosch) zu ersetzen, endet diese Runde. Danach darf jeder andere Spieler noch einen Zug machen und am Ende decken alle ihre restlichen verdeckten Karten auf. Alle Spieler, die nun eine vollständige Reihe vor sich liegen haben, bekommen in der nächsten Runde eine Karte weniger ausgeteilt. Für die nächste Runde werden entsprechend neue Karten verteilt und die Spieler spielen erneut bis zum Rundenende.
Hat ein Spieler am Rundenanfang nur noch eine Karte vor sich liegen und kann diese durch eine 1 oder einen Frosch ersetzen, beendet er das Spiel und die anderen Spieler machen noch einen Zug. Haben mehrere Spieler mit nur einer Karte am Ende gespielt und können diese in der letzten Runde ebenfalls ersetzen, sind sie gemeinsame Gewinner.

## Versionen und Rezeption
Das Spiel wurde von dem israelischen Spieleautor Haim Shafir entwickelt und im Jahr 2021 bei dem Spieleverlag Amigo veröffentlicht. 2022 erschien es auch in einer englischen Version unter dem Titel Froggies, ebenfalls bei Amigo.
Im Mai 2022 wurde das Spiel auf die Empfehlungsliste zum Kinderspiel des Jahres aufgenommen. Die Jury kommentierte das Spiel und die Entscheidung wie folgt:

„Viel Glück gehört dazu, um dieses Spiel zu gewinnen, und das macht auf eine fast meditative Weise glücklich.“

Der Spielekritiker Wieland Herold ordnete das Spiel in seinem Blog in die Kategorie „Gerne morgen wieder“ ein. Er schrieb ihm einen hohen Glücksanteil zu, jedoch auch „ständige Erfolgserlebnisse“ und er bezeichnete es als „fast rundes Spiel im Froschteich mit den vielen Zahlen.“ In der Zeitschrift spielbox beschrieb Christoph Schlewinski das Spiel als „einfach schnell und spannend“. Seiner Ansicht nach entwickelt das Spiel „ein derartiges Tempo und eine derartige Spannung, dass sich Kinder – und auch mitspielende Erwachsene – null am Glück stören.“

## Belege
1. 1 2 3 4  Spieleanleitung Fröschis, Amigo 2022 (Download auf Homepage (Memento des Originals vom 2. Juli 2022 im Internet Archive)  Info: Der Archivlink wurde automatisch eingesetzt und noch nicht geprüft. Bitte prüfe Original- und Archivlink gemäß Anleitung und entferne dann diesen Hinweis.); abgerufen am 2. Juli 2022
2. ↑  Fröschis, Versionen bei BoardGameGeek. Abgerufen am 2. Juli 2022.
3. ↑  Fröschis auf der Website des Spiel des Jahres e.V.; abgerufen am 2. Juli 2022
4. ↑  Wieland Herold: Fröschis, Rezension auf dem Blog Mit 80 Spielen durch das Jahr, 2. Oktober 2021; abgerufen am 2. Juli 2022
5. ↑  Christoph Schlewinski: Das große Hüpfen, In: spielbox 7/2021, S. 42.